# 에른스트 외픽

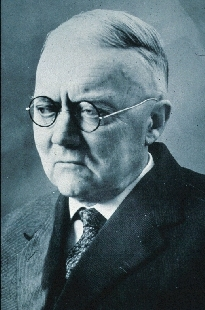

에른스트 율리우스 외픽(에스토니아어: Ernst Julius Öpik: 1893년 10월 22일 - 1985년 9월 10일)은 에스토니아의 천체물리학자다. 후반생은 북아일랜드에서 보냈다. 오르트 구름의 존재를 얀 오르트보다 먼저 독립적으로 제안했다.